# Castração química

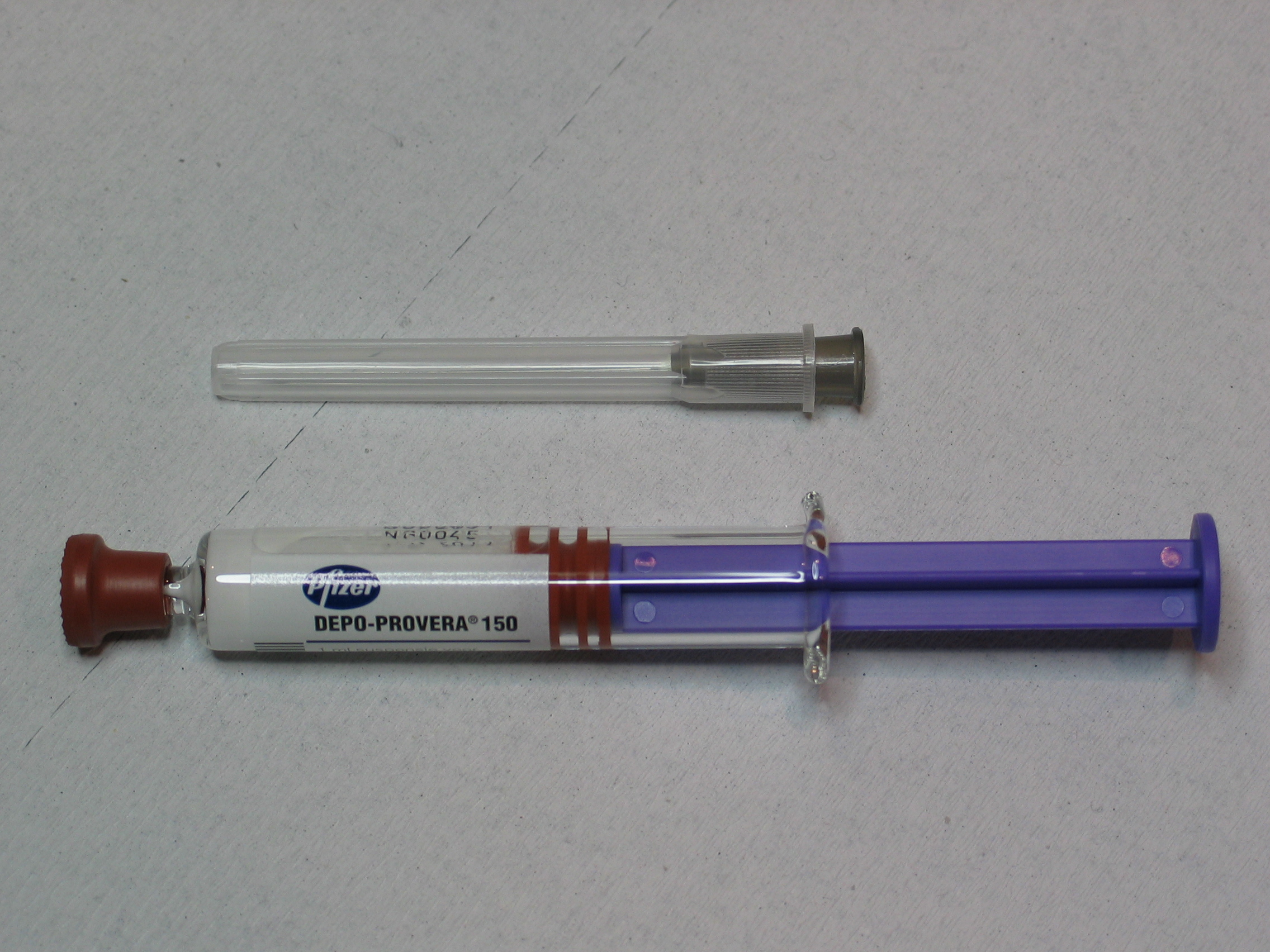
O contraceptivo injetável Depo Provera, um derivado do hormônio feminino progestina injetável, causa perda do desejo sexual na maioria dos homens

Castração química é uma forma temporária de castração, ocasionada por medicamentos hormonais, temporária pois sua indução permanente só é possível com a codependência de medicamentos usados para reduzir a libido, a atividade sexual, para tratar cânceres hormônio-dependentes como o câncer de próstata. Diferente da castração cirúrgica, quando os testículos e ovários são removidos através de incisão no corpo, castração química não castra a pessoa praticamente, e também não é uma forma de esterilização.
Em alguns países como Indonésia, Rússia, Polônia e alguns estados dos EUA é uma medida preventiva ou de punição àqueles que tenham cometido crimes sexuais violentos, tais como estupros e abuso sexual infantil, geralmente oferecido de forma voluntária em troca de uma redução na pena.

## Farmacologia
A castração química geralmente é feita através da administração de acetato de medroxiprogesterona (AMP) ou acetato de ciproterona (CPA). O AMP é usado nos Estados Unidos e o CPA é usado na Europa, no Médio Oriente e no Canadá para tratar desvios da conduta sexual (parafilias).
Uma nova classe de medicamentos, os agonistas do hormônio liberador de gonadotropina (GnRH) usados principalmente para tratar cancros da próstata sensíveis a hormônios, por reduzir drasticamente a testosterona e o desejo sexual. Por causarem menos efeitos colaterais e ter resultados promissores é a opção mais recomendada pela Federação Mundial de Sociedades de Psiquiatria Biológica para tratar estupradores em série e pedófilos.
Outra alternativa são os antidepressivos Inibidores seletivos da recaptação da serotonina (ISRS) usados principalmente para tratar depressão e transtornos de ansiedade, que também pode ser útil em alguns casos de desvio da conduta sexual.

## Efeitos colaterais
O acetato de ciproterona (CPA) foi proibido nos EUA pelo risco de causar câncer de fígado.
O uso de acetato de medroxiprogesterona (Depo-Provera) pode causar vários efeitos colaterais, incluindo:
- Aumento de peso,
- Fadiga,
- Trombose,
- Hipertensão,
- depressão,
- Hipoglicemia,
- Raras mudanças em enzimas hepáticas.

Além de questões éticas, a castração química pode aumentar a pressão arterial em indivíduos do sexo masculino, por vezes a níveis perigosos, além de poder causar ginecomastia (aumento das mamas), um efeito colateral que algumas vezes é tratado com tamoxifeno, um SERM. Outros efeitos secundários, tais como a formação de depósitos anormais de gordura no fígado, estão sendo investigados.

## Tratamento para infratores sexuais
O primeiro uso de castração química ocorreu em 1944, quando o dietilestilbestrol foi utilizado com o objetivo de diminuir a testosterona masculina.
O agente antipsicótico benperidol às vezes é usado para diminuir os impulsos sexuais em pessoas que exibem comportamento sexual inapropriado, e também podem ser administradas por injeção de depósito. Mas o benperidol não afeta a testosterona e, portanto, não é um agente de castração. A castração química é muitas vezes vista como uma alternativa mais fácil para prisão perpétua ou a pena de morte porque permite a libertação de delinquentes sexuais, reduzindo ou eliminando a chance de recidivar.
Em 1981, em um experimento de P. Gagne, 48 homens com histórico de longa duração de comportamento sexual desviado receberam acetato de medroxiprogesterona por até 12 meses. Quarenta desses sujeitos foram registrados como tendo diminuído os desejos de comportamento sexual desviado, menos fantasias sexuais frequentes e maior controle sobre seus impulsos sexuais. A pesquisa registrou a continuação deste comportamento positivo após a administração do fármaco ter terminado sem evidências de efeitos colaterais adversos e recomendou o acetato de medroxiprogesterona juntamente com o aconselhamento como método de tratamento bem-sucedido para infratores sexuais em série.
Em uma meta-análise, dos seis estudos de castração química analisados, apenas dois encontraram redução significativa nas taxas de reincidência. E os dois com redução significativa tinham sérias limitações metodológicas como poucos participantes (o estudo alemão começou com 54 e terminou com 19 homens), grupos não aleatórios e não equivalentes. No estudo com resultados mais favoráveis, um estudo do Oregon com 275 homens, os castrados não foram denunciados por novos crimes sexuais em 5 anos enquanto 18% dos não castrados que seriam bons candidatos pra castração foram denunciados por cometer crimes de natureza sexual.
Por outro lado, em três meta-análises a alternativa tratamento psicológico seguindo o modelo RNR (Riscos, Necessidade e Responsabilidade) foi capaz de reduzir a reincidência de crimes sexuais de 17-19% para 10-12%, mesmo sem castração química.
Os agonistas do GnRH produzem uma redução drástica dos níveis de testosterona e no auto-relato de desejos e comportamentos sexuais desviantes, incluindo em indivíduos que não responderam aos outros antiandrógenos. No entanto, ainda não foram publicados ensaios clínicos randomizados sobre sua eficiência na redução de crimes sexuais. As evidências para a eficácia tanto para os agentes tradicionais (AMP e CPA) como para os agonistas da GnRH não são estatisticamente significativas.
Além disso, a castração química parece ser ineficaz em ofensores sexuais psicopatas que não sofrem de parafilia (desejo sexual desviado), e outros transtornos psiquiátricos simultâneos podem impedir a intervenção efetiva em indivíduos com parafilia.

### Estados Unidos
Em 1966, John Money tornou-se o primeiro americano a empregar castração química prescrevendo acetato de medroxiprogesterona (MPA, o ingrediente básico agora utilizado no DMPA) como tratamento para um paciente que lida com impulsos pedofilicos. A droga tornou-se, então, um pilar da castração química nos Estados Unidos. Apesar de sua longa história e uso estabelecido, a droga nunca foi aprovada pelo FDA para uso como tratamento para agressores sexuais.
A Califórnia foi o primeiro estado dos Estados Unidos a especificar o uso da castração química como uma punição para abuso de criança, após a passagem de uma modificação para a Seção 645 do código penal da Califórnia em 1996. Esta lei estipula que qualquer pessoa condenada por abuso sexual infantil com menor de 13 anos de idade pode ser tratada com DMPA se estiverem em liberdade condicional após sua segunda infração e que os infratores não podem rejeitar o tratamento.
A passagem desta lei levou a leis semelhantes em outros estados, como a seção 794.0235 do Estatuto da Flórida, que foi aprovada em 1997.
Pelo menos sete outros estados, incluindo Geórgia, Iowa, Louisiana, Montana, Oregon, Texas e Wisconsin, têm Experimentou a castração química. Em Iowa, como na Califórnia e na Flórida, os infratores podem ser condenados a castração química em todos os casos envolvendo crimes sexuais graves. Em 25 de junho de 2008, na sequência da decisão do Supremo Tribunal em "Kennedy v. Louisiana", de que a execução de estupros infantis em que a vítima não foi morta foi declarada inconstitucional o governador da Louisiana Bobby Jindal assinou o projeto de lei 144 do Senado, permitindo que os juízes da Louisiana condenassem os condenados por estupros à castração química.

### Europa
A droga acetato de ciproterona foi comumente usada para a castração química em toda a Europa. Assemelha-se à droga MPA usada na América.
No Reino Unido, o cientista da computação Alan Turing, famoso por suas contribuições para a matemática e para a informática, era homossexual e foi forçado a sofrer castração química para evitar a prisão em 1952. Na época, os atos homossexuais entre homens ainda eram ilegais e a orientação homossexual era amplamente considerada como uma doença mental que poderia ser tratada com castração química. Turing sofreu efeitos colaterais, como o aumento das mamas e inchar do corpo. Ele morreu dois anos depois, com o inquérito retornando um veredicto de suicídio, embora pesquisas recentes tenham posto em dúvida esse resultado. Em 2009, o então primeiro-ministro britânico Gordon Brown emitiu um pedido de desculpa público pelo tratamento "terrível" dado a Turing após uma petição on-line ganhar 30 mil assinaturas e reconhecimento internacional.
Na década de 1960, médicos alemães usaram antiandrogênios como um tratamento para parafilia sexual.
Em 2008, foi lançado um programa de intervenção experimental em três prisões em Portugal: Carregueira, Belas, Sintra, Paços de Ferreira e Funchal. Os desenvolvedores do programa observaram a natureza voluntária do programa como um fator crucial no seu sucesso. Inicialmente, eles planejaram cobrir dez presos por prisão, contemplando um possível alargamento a outras prisões no futuro. O programa também incluiu um componente de reabilitação.
Em 25 de setembro de 2009, a Polônia legislou a castração química forçada a molestadores de crianças. Esta lei entrou em vigor em 9 de junho de 2010; Portanto, na Polônia "qualquer pessoa culpada de estuprar uma criança com menos de 15 anos pode agora ser forçada a se submeter a uma terapia química e psicológica para reduzir o desejo sexual no final da prisão".

### Brasil
De acordo com o Artigo 5°, parágrafo XLIX da Constituição do Brasil "é assegurado aos presos o respeito à integridade física e moral" de modo que a castração é proibida por tratar-se de uma intervenção com efeitos permanentes.
No Brasil, existiram e há ainda proposta com a intenção de implantar o método, alguns com objetivos de punição e outros de prevenção:
- 2002 - Projeto de Lei nº 7.021 de 2002, apresentado pelo Deputado Wigberto Tartuce (PPB-DF) com a justificativa de que o aumento dos crimes sexuais contra crianças e adolescentes estavam gerando grandes proporções em decorrência dos grupos criminosos internacionais que atuam na área de exploração sexual. Arquivado pela Câmara dos Deputados em 17/02/2004.[35]
- 2007 - Projeto de Lei, nº 552 de 2007, apresentado por Gerson Camata filiado ao PMDB/ES) e alterado por Marcelo Crivella do PRB-RJ acerca desse mesmo assunto. A adição seria "(...)nas hipóteses em que o autor dos crimes tipificados nos arts. 213,214, 218 e 224 for considerado pedófilo, conforme o Código Internacional de Doenças." Arquivado em 7 de janeiro de 2011.[36]
- 2008 - Projeto de Lei nº 4.399/2008, pela Deputada Marina Maggessi (PPS/RJ), a principal finalidade seria punir o reincidente, obrigando o agente a submeter-se ao tratamento, sob a justificativa de que é necessária a resolução do problema de pedofilia, já que se considera ser este um método menos invasivo ao corpo do preso. Arquivado pela Câmara dos deputados em 31/01/2011.[37]
- 2011 - Projeto de Lei, nº 282 de 2011, de autoria do Senador Ivo Narciso Cassol. Esse referido projeto do Senado Federal altera o artigo 98, do Decreto-Lei nº 2.848 de 1940 (Código Penal) com relação ao "estupro de vulnerável", "corrupção de menores" ou "satisfação de lascívia mediante presença de criança ou adolescente". Arquivado pelo Senado em 21/12/2018.[38]
- 2013 - Projeto de Lei nº 5.398/2013, pelo então Deputado Jair Bolsonaro, justifica que "dentre as medidas que vêm sendo adotadas inclui-se a exigência de tratamento complementar de castração química, ou até mesmo a cirúrgica, para concessão de progressão da pena restritiva de liberdade". Arquivado em 31/01/2019 e devolvido à Coordenação das Comissões Permanentes da Câmara dos Deputados, em 20/02/2020.[39]

## Críticas
O American Civil Liberties Union demonstrou-se contrária à administração de qualquer droga, incluindo fármacos para criminosos sexuais. Alegaram, em 1997, que obrigar a química foi uma "punição cruel e incomum", e, assim, constitucionalmente proibida pela Oitava Emenda à Constituição Estados Unidos.
Grandes doses são necessárias para a eficácia em homens. A maioria dos homens recebem de 400mg a 500mg por semana. Em alguns casos, os homens recebem doses orais altas, como 700 mg/dia, e ainda têm excitação e fantasias sexuais.